# Mise en scène

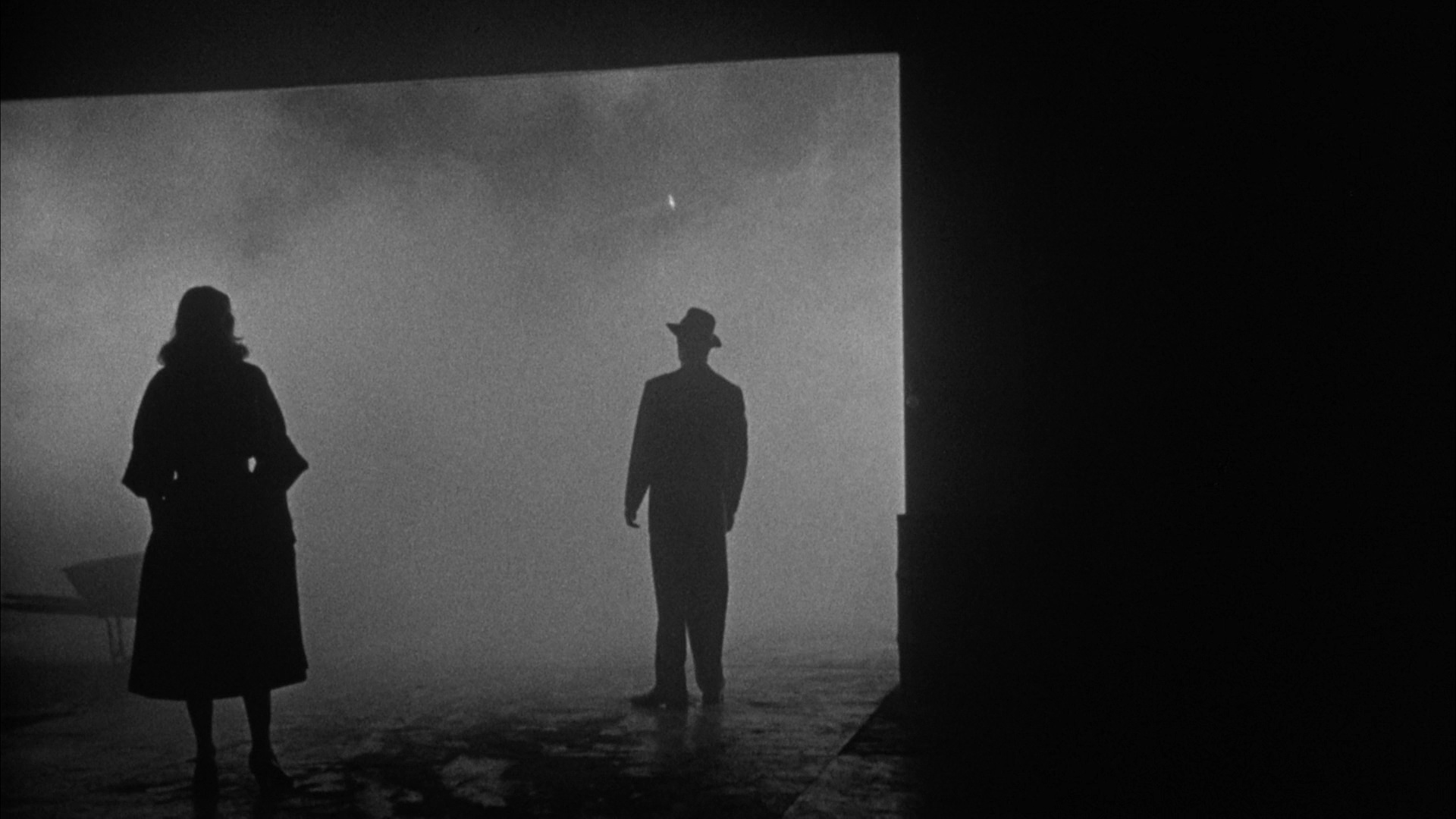
Charakterystyczne mise en scène z czarnego kryminału. Kadr z filmu Wielki kartel (1955)

Mise en scène (z franc. umieszczanie na scenie) – pojęcie określające składniki inscenizacji teatralnej lub filmowej.
Do elementów mise en scène zalicza się wszystkie wizualne aspekty spektaklu lub filmu będące pod kontrolą reżysera: kompozycję wizualną, scenografię, rekwizyty, kostiumy, charakteryzację, oświetlenie, ruch oraz grę aktorską. W przypadku filmu jako mise en scène określa się wszystkie sfilmowane elementy, które znajdą się w kadrze.
Mise en scène zazwyczaj jest planowane, choć bywają od tego odstępstwa, takie jak aktorska improwizacja albo nieprzewidziane zjawiska pogodowe. Na przykład w filmie Johna Forda Nosiła żółtą wstążkę (1949) podczas filmowania sceny przejazdu kawalerii niespodziewanie nadciągnęła burza, którą reżyser wykorzystał jako element inscenizacji.